# Alterswert (Wald)
Alterswert ist der Sachwert (vergl. auch Ertragswert) eines Waldes, ausgedrückt in Werteinheit je Flächeneinheit (z. B. Euro je Hektar).
Hergeleitet wird der Alterswert durch Diskontierung aller zukünftigen Gewinne aus Holzeinschlag bis zur Endnutzung des derzeitigen Baumbestandes bzw. des Waldes auf den Wertermittlungsstichtag unter Berücksichtigung der anfallenden Kulturkosten.
Für die Berechnung der künftigen Gewinne werden die zum Wertermittlungsstichtag geltenden Preise und Kosten zugrunde gelegt. Die Diskontierung erfolgt mit dem forstlichen Zinsfuß.
Die Höhe des Alterswertes ist abhängig von den Preisen, Kosten, der Massenleistung der verschiedenen Baumarten, deren Güten- und Sortenzusammensetzung (Standortsgüte) sowie der anzunehmenden Umtriebszeit.
Da die Herleitung sehr komplex ist, wird auf Alterswertfaktoren zurückgegriffen. Diese sind in der Bundesrepublik Deutschland durch die Forstverwaltung und Finanzverwaltung ermittelt und veröffentlicht.
Die Berechnung erfolgt über die Blume'sche Formel.